# HD 195564
HD 195564 är en dubbelstjärna belägen i den norra delen av stjärnbilden Stenbocken. Den har en skenbar magnitud av ca 5,65 och är svagt synlig för blotta ögat där ljusföroreningar ej förekommer. Baserat på parallaxmätning inom Hipparcosuppdraget på ca 41,0 mas, beräknas den befinna sig på ett avstånd på ca 80 ljusår (ca 24 parsek) från solen. Den rör sig bort från solen med en heliocentrisk radialhastighet på ca 9,6 km/s.

## Egenskaper
Primärstjärnan HD 195564 A är en gul till vit stjärna i huvudserien av spektralklass G2 V. Överskottet av tyngre element i stjärnan liknar det i solen, även om den är en äldre stjärna med en ålder på ca 8,2 miljarder år. Den har en massa som är ca 1,1 solmassor, en radie som är ca 1,9 solradier och har ca 2,7 gånger solens utstrålning av energi från dess fotosfär vid en effektiv temperatur av ca 5 400 K.
HD 195564 A tycks vara en dubbelstjärna eftersom en svag följeslagare delar en gemensam egenrörelse med den ljusare primärstjärnan. Följeslagaren har en skenbar magnitud av 11,30, och en massa på 55 procent av solens. Som uppmätt 1965 hade den en vinkelseparation på 3,20 bågsekunder från primärstjärnan, vid en lägesvinkel på 27° Paret kretsar kring varandra med en beräknad omloppsperiod på ca 510 år.

## Planetssystem
I en rapport publicerad i april 2017 tillkännagavs en tänkbar exoplanet i omlopp kring HD 195564 med en period av 5 404 dygn (14,80 år). Denna är för närvarande (2020) dock ej bekräftad.